# Pristiphora appendiculata
Pristiphora appendiculata är en stekelart som först beskrevs av Hartig 1837.  Pristiphora appendiculata ingår i släktet Pristiphora, och familjen bladsteklar. Arten är reproducerande i Sverige.